# Cvijan Milošević
Cvijan Milošević (ur. 27 października 1963 w Tuzli) – bośniacki piłkarz występujący na pozycji pomocnika. Reprezentant Jugosławii.

## Kariera klubowa
Milošević karierę rozpoczynał w sezonie 1981/1982 w pierwszoligowym zespole FK Sloboda Tuzla. Jego graczem był do sezonu 1989/1990. Na początku 1990 roku przeszedł do belgijskiego RFC Liège. W sezonie 1989/1990 zdobył z nim Puchar Belgii. W RFC Liège występował do końca sezonu 1994/1995. Następnie przez jeden sezon grał w Royal Antwerp FC, a w 1996 roku przeszedł do Germinalu Ekeren. W sezonie 1996/1997 wygrał z nim rozgrywki Pucharu Belgii, a w sezonie 1997/1998 zajął 3. miejsce w pierwszej lidze belgijskiej.
W 1999 roku Milošević odszedł do KVC Westerlo. W sezonie 2000/2001 zdobył z nim Puchar Belgii, po czym zakończył karierę.

## Kariera reprezentacyjna
W reprezentacji Jugosławii Milošević wystąpił jeden raz, 24 sierpnia 1988 w wygranym 2:0 towarzyskim meczu ze Szwajcarią. W tym samym roku został powołany do kadry na Letnie Igrzyska Olimpijskie, zakończone przez Jugosławię na fazie grupowej.